# D. 웨인 루커스

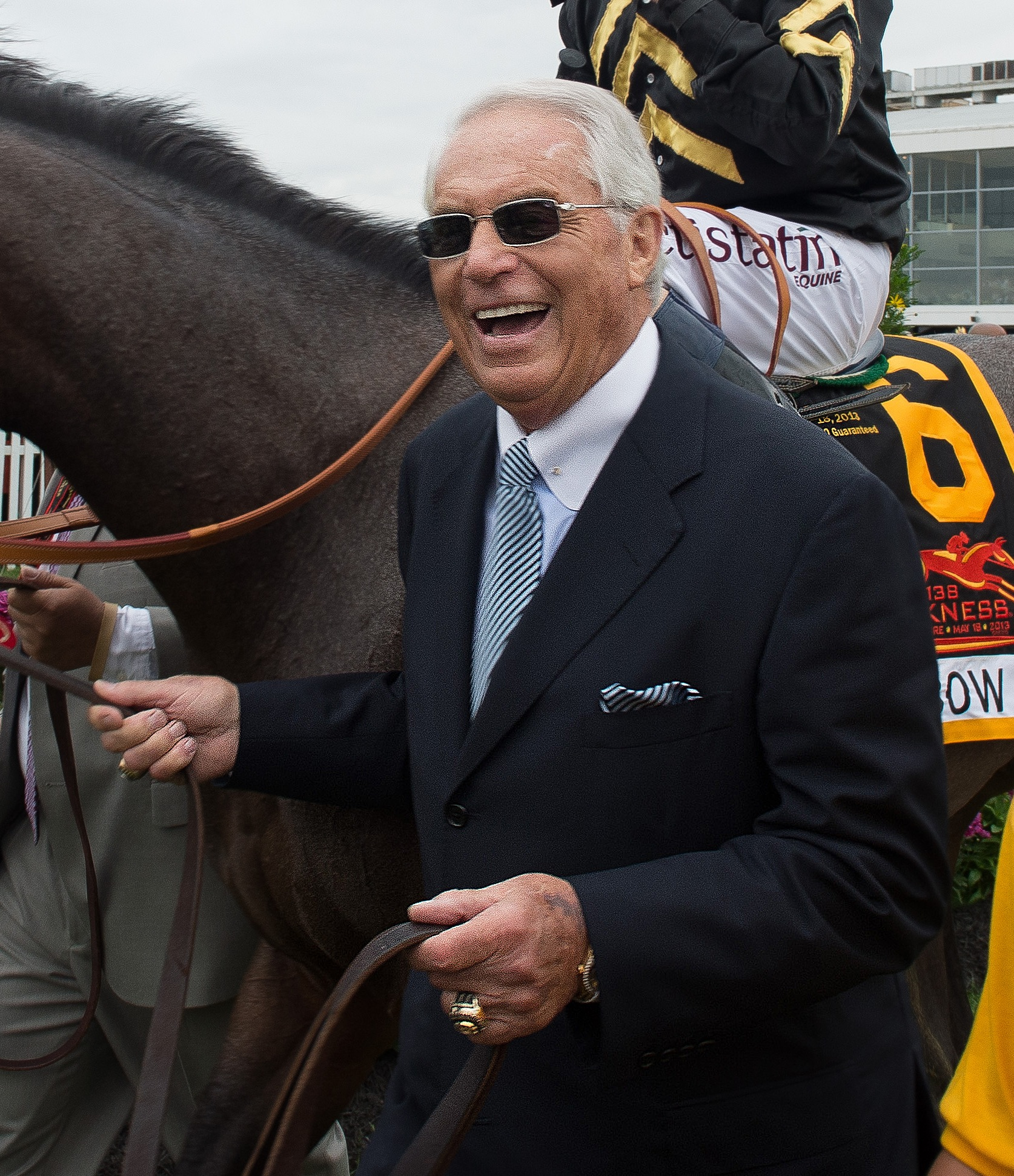
2013년 루커스

D. 웨인 루커스(D. Wayne Lukas), 본명 대럴 웨인 루커스(Darrell Wayne Lukas, 1935년 9월 2일 ~ 2025년 6월 28일)는 미국의 조교사이자 미국 경마 명예의 전당 헌액자이다. 그는 브리더스 컵 경주에서 20회 우승했으며, 그의 업적으로 5개의 이클립스 상을 수상했지만, 그의 말들은 연말 이클립스 상을 25번 수상했다. 루커스는 2007년에 미국 쿼터호스 명예의 전당에 헌액되었다.

## 어린 시절과 교육
루커스는 1935년 9월 2일 안티고, 위스콘신주에서 태어났으며, 그의 부모님은 농장을 운영했다. 위스콘신 대학교 매디슨 학부생 시절, 그는 카파 시그마 형제회에 가입했다. 그는 위스콘신 대학교 매디슨에서 교육학 석사 학위를 취득한 후, 위스콘신주 라크로스에 있는 로건 고등학교에서 농구부 감독으로 재직했다.

## 경력
루커스는 1968년 캘리포니아주에서 아메리칸 쿼터호스 훈련을 시작했으며, 10년간 24마리의 세계 챔피언을 길러낸 뒤 서러브레드 훈련으로 전환했다. 서러브레드 조교사로서 그의 첫 우승은 1977년 10월 20일 산타 아니타 파크에서였다. 그는 상금으로 1억 달러 이상을 벌어들인 최초의 조교사였으며, 연간 최고 상금 획득자로 14번 선정되었다. 그는 경력 동안 3억 달러 이상의 상금을 벌어들였다.
루커스는 1980년 코덱스와 함께 1980년 프리크니스 스테이크스에서 우승하면서 처음으로 큰 주목을 받았다. 그의 말들은 켄터키 더비에서 4번, 프리크니스 스테이크스에서 7번, 벨몬트 스테이크스에서 4번 우승했다. 그의 말들은 1995년 썬더 걸치 (켄터키 더비, 벨몬트 스테이크스)와 팀버 컨트리 (프리크니스)와 함께 클래식 경주 세 대회 모두에서 우승하여, 한 시즌에 두 마리의 다른 말로 트리플 크라운 클래식 경주를 휩쓴 최초의 조교사가 되었다. 2013년, 그는 서니 짐 피츠시몬스를 제치고 트리플 크라운 경주 최다 우승(14회) 기록을 세웠다. 2024년, 88세의 루커스는 시즈 더 그레이가 2024년 프리크니스 스테이크스에서 우승하며 트리플 크라운 경주에서 우승한 최고령 조교사로 피츠시몬스의 기록을 깼다. 이는 그가 트리플 크라운 경주에서 15번째 우승이자 프리크니스 스테이크스에서 7번째 우승이었다.
그는 브리더스 컵 경주에서 역대 최다인 20회 우승했다. 루커스가 훈련시킨 암말들은 켄터키 오크스에서 5번 우승했다. 그의 말 중 세 마리, 즉 1986년 레이디스 시크릿, 1990년 크리미널 타입, 1999년 카리스마틱이 이클립스 상 올해의 말을 수상했다. 그는 총 25마리의 말들이 다양한 이클립스 상을 수상했다. 그는 이클립스 상 최우수 조교사를 4번 수상했다. 1999년, 그의 말 카리스마틱이 트리플 크라운에 2마신 차이로 아깝게 놓쳤던 해에 그는 미국 경마 명예의 전당에 헌액되었다. 그는 2007년 미국 쿼터호스 명예의 전당에 헌액되었으며, 서러브레드와 쿼터호스 명예의 전당 모두에 입회한 최초의 인물이 되었다. 2013년, 그는 자신의 업적을 인정받아 이클립스 공로상을 수상했다. 1988년, 루커스는 수상 위원회 위원인 진 클라인이 수여하는 미국 성취 아카데미 골든 플레이트 상을 받았다.
루커스는 그의 훈련 및 경주 방식과 그로 인한 말들의 마모율에 대해 비판을 받았다.
2014년, 78세의 나이에 2013년 이클립스 공로상 수상 연설에서 그는 "[상이 주어지기 시작하면 ... 그들은 당신을 은퇴시키려 합니다. 젊은 조교사 여러분 준비하십시오. 저는 은퇴하지 않을 것입니다. 우리는 당신들을 쫓아갈 것이므로 지금부터 아침에 조금 더 일찍 일어나십시오. 우리는 복수심으로 당신들을 쫓아갈 것입니다."라고 말했다.
루커스의 4,953번째이자 마지막 서러브레드 우승마는 2025년 6월 12일 처칠 다운스에서 우승한 투어 플레이어였다.

## 개인 생활
루커스는 다섯 번 결혼했다. 그는 첫 번째 아내와의 사이에 아들 제프(1957년–2016년)를 두었다. 제프는 아버지 밑에서 보조 조교사로 일했으며, 1993년 12월, 루커스의 더비 출전마 타바스코 캣이 산타 아니타 파크의 마구간 사고로 제프에게 심각한 부상을 입히기 전까지는 루커스의 오른팔이었다. 망아지가 풀려나자 제프는 앞을 가로막아 막으려 했고, 말이 그에게 부딪혀 공중으로 날아갔다. 제프는 콘크리트 바닥에 떨어져 두개골 골절을 입어 몇 주 동안 혼수상태에 빠졌다. 그는 영구적인 뇌 손상을 입었고, 성격 변화, 시력 상실, 기억력 손상이 있었다. 1994년 봄까지 그는 경마로 복귀를 시도할 만큼 회복했지만, 2003년에 끝난 일련의 덜 힘든 직업을 거친 후 경주마 주변에서 안전하게 일할 수 없다는 것이 분명해졌다. 그는 또한 말 농장 근처에서 살고 일하려고 노력했지만, 그의 장애가 너무 심해 말 주변에서 안전할 수 없었다. 그는 결국 2007년에 오토카, 오클라호마주로 이주하여 루커스 레이싱 스테이블의 회계사이자 총책임자였던 데이비드 버리지 밑에서 일했다. 그 당시 버리지는 은행가였고 오토카에 루커스를 고용한 퍼스트 은행을 소유하고 있었다. 그의 아버지는 그에게 그곳에 집을 사주었고, 제프는 2016년 3월 58세의 나이로 사망할 때까지 조용한 삶을 살았다.

### 질병 및 사망
루커스는 2020년 코로나바이러스감염증-19에 걸렸으나 회복되었다.
2025년 6월 22일, 루커스 가족과 처칠 다운스는 루커스가 건강 문제로 인해 더 이상 훈련을 할 수 없을 것이라고 발표했다. 루커스는 심각한 MRSA 감염으로 입원했으며, 공격적인 치료 계획을 거부하고 대신 호스피스 치료를 위해 집으로 돌아가기로 선택했다. 그의 서러브레드들은 20년 이상 함께 일한 보조 조교사 세바스티안 니콜에게 인계되었다. 그는 다음 달까지 조교사로 등록된 상태로 남아있었다.
루커스는 2025년 6월 28일 루이빌 자택에서 89세의 나이로 사망했다.

## 주요 우승을 거둔 서러브레드
켄터키 더비
- 위닝 컬러즈 (1988)[20]
- 썬더 걸치 (1995)[20]
- 그라인드스톤 (1996)[20]
- 카리스마틱 (1999)[20]

프리크니스 스테이크스
- 코덱스 (1980)[20]
- 탱크스 프로스펙트 (1985)[20]
- 타바스코 캣 (1994)[20]
- 팀버 컨트리 (1995)[20]
- 카리스마틱 (1999)[20]
- 옥스보우 (2013)[20]
- 시즈 더 그레이 (2024)[20]

벨몬트 스테이크스
- 타바스코 캣 (1994)[20]
- 썬더 걸치 (1995)[20]
- 에디터스 노트 (1996)[20]
- 커멘더블 (2000)[20]

브리더스 컵 클래식
- 캣 씨프 (1999)[20]

브리더스 컵 레이디스 클래식
- 라이프스 매직 (1985)[20]
- 레이디스 시크릿 (1986)[20]
- 사카휘스타 (1987)[20]
- 스페인 (2000)[20]

브리더스 컵 마일
- 스타인렌 (1989)[20]

브리더스 컵 스프린트
- 걸치 (1988)[20]
- 오리엔테이트 (2002)[20]

브리더스 컵 주버나일
- 카포테 (1986)[20]
- 석세스 익스프레스 (1987)[20]
- 이즈 잇 트루 (1988)[20]
- 팀버 컨트리 (1994)[20]
- 보스턴 하버 (1996)[20]

브리더스 컵 주버나일 필리스
- 트와일라잇 리지 (1985)[20][21]
- 오픈 마인드 (1988)[20]
- 플랜더스 (1994)[20][22]
- 캐시 런 (1999)[20]
- 폴클로어 (2005)[20]
- 테이크 차지 브랜디 (2014)[20]

브리더스 컵 주버나일 스프린트
- 하이테일 (2012)[20]

## 추가 자료
- DeVito, Carlo (2002). D. Wayne: The High-Rolling and Fast Times of America's Premier Horse Trainer. McGraw-Hill. ISBN 0-07-138737-4.